# Nereto
Nereto là một đô thị và thị xã của Ý. Đô thị này thuộc tỉnh Teramo trong vùng Abruzzo. Nereto có diện tích 7 km2, dân số theo ước tính năm 2010 của Viện thống kê quốc gia Ý là 4993 người. 
Các đơn vị dân cư: Capo di Valle, Certosa, Parignano, Pignotto, Rote, San Martino, San Savino, Vibrata.
Đô thị Nereto giáp với các đô thị: Controguerra, Corropoli, Sant'Omero, Torano Nuovo.